# Midnight Creeper
Midnight Creeper è un album di Lou Donaldson, pubblicato dalla Blue Note Records nel 1968. Il disco fu registrato il 15 marzo 1968 al Rudy Van Gelder Studio di Englewood Cliffs, New Jersey (Stati Uniti).

## Tracce
Lato A
1. Midnight Creeper – 6:25 (Lou Donaldson, Lonnie Smith)
2. Love Power – 7:45 (Teddy Vann)
3. Elizabeth – 5:32 (Lou Donaldson)

Lato B
1. Bag of Jewels – 9:35 (Lonnie Smith)
2. Dapper Dan – 6:28 (Harold Ousley)

## Musicisti
Lou Donaldson Quintet
- Lou Donaldson - sassofono alto
- Blue Mitchell - tromba (tranne su : A3)
- Lonnie Smith - organo
- George Benson - chitarra
- Leo Morris - batteria